# الجبل 2 (فلم)
الجبل 2 (بالتركية: Dağ II) هو فيلم دراما تم إنتاجه في تركيا وصدر سنة 2016 بطولة تشاغلار ارطغول وبوس فارول ومراد اركين وهو الجزء الثاني من سلسلة أفلام «الجبل».

## القصة
قصة الفيلم تدور في منطقة حرب مهجورة حيث صدى صرخات الأبرياء، على الخط الفاصل بين الكارثة والشجاعة، يحكي قصة فرقة القوات الخاصة السرية. بعد أحداث الفيلم الأول، التحق بكير وأوجوز، وهما من الأصدقاء المحتملين على الأرجح، في تدريب القوات الخاصة التركية على مستوى العالم. تبدأ مهمتهم الأولى بعد ست سنوات - للتسلل إلى المنطقة الأكثر همجية من العراق في العصر الحديث للقيام بمهمة من أجل الإنقاذ. 

## الميزانية والإيرادات
كلف الفيلم 1.700.000 ليرة وحقق أرباح تقدر بـ 40.614.711 ليرة.

## وصلات خارجية
- مقالات تستعمل روابط فنية بلا صلة مع ويكي بيانات